# جيمس جيروم
جيمس جيروم هو قاضي كندي، ولد في 4 مارس 1933 في كينغستون في كندا، وتوفي في 21 أغسطس 2005.